# J. Calvin Giddings
John Calvin Giddings, genannt Calvin Giddings, (* 26. September 1930 in American Fork, Utah; † 24. Oktober 1996 in Salt Lake City) war ein US-amerikanischer Chemiker (Physikalische Chemie, Analytische Chemie). Er gehört zu den Pionieren der Hochleistungsflüssigkeitschromatographie (HPLC) Mitte der 1960er Jahre. Giddings war Professor an der University of Utah.
Giddings studierte an der Brigham Young University mit dem Bachelor-Abschluss 1952 und der University of Utah, an der er 1954 bei Henry Eyring promovierte. Als Post-Doktorand war er an der University of Wisconsin. Ab 1957 war er Assistant Professor, 1959 Associate Professor, 1962 Forschungsprofessor und 1966 Professor an der University of Utah.
Giddings trug wesentlich zur Theorie der Chromatographie bei (Nichtgleichgewicht, Diffusion, Wirbel-Diffusion (Eddy Diffusion), Druckwechsel, Fluss in dünnen Schichten und Papier, Elektrophorese u. a.). Sein Buch Dynamics of Chromatography gilt als Klassiker. Er optimierte mit seinen Beiträgen die HPLC. Giddings entwickelte in den 1960er Jahren außerdem das Grundprinzip der Feld-Fluss-Fraktionierung.
Er befasste sich anfangs auch mit Theorie von Flammen, Quantenmechanik und chemischer Kinetik und später mit Wahrscheinlichkeitsbetrachtungen im Rahmen eines Atomkriegs, der Physik von Schneelawinen, Vorhersage von Diffusionskoeffizienten. Von ihm stammt eine Anfang der 1970er Jahre erschienene Einführung in die Chemie mit Betonung von Umweltaspekten, die ihn besonders interessierten.
1987 wurde er Ehrendoktor in Uppsala. Er erhielt den ACS Award in Electrophoresis and Chromatography und den Preis der Utah-Sektion der ACS. 1978 erhielt er die Tswett Medaille und 1991 die William H. Nichols Medal.
Er war Outdoor-Aktivist und organisierte 1975 eine Expedition, die den Verlauf des Flusses Apumaric in Peru, eine Quelle des Amazonas, erstmals erforschte. Zuvor hatte er 1974 ein Fulbright-Stipendium für chemische Forschung in Peru.

## Schriften
- Dynamics of Chromatography, New York: Marcel Decker, 1965
- mit Manus B. Monroe: Our chemical environment, San Francisco: Canfield Press 1972
- Chemistry, man, and environmental change; an integrated approach, San Francisco: Canfield Press 1973
- Unified Separation Science, Wiley 1991
- Herausgeber mit Martin Schimpf, Karin Caldwell: Field flow fractionation handbook, Wiley-Interscience 2000

Er war Mitherausgeber der Advances in Chromatography.